# Willy Tensfeld
Willy Hinrich Christian Tensfeld (* 27. November 1893 in Bornhöved; † 2. September 1982 in Hamburg) war ein deutscher SS-Brigadeführer und Generalmajor der Polizei.

## Leben
Tensfeld trat nach dem Schulbesuch in die Kaiserliche Marine ein und war während des Ersten Weltkrieges bei der U-Bootwaffe eingesetzt. Nach Kriegsende wurde er 1923 aus der Armee verabschiedet. Anschließend war er bis 1931 auf der Kieler Werft angestellt.
Der NSDAP (Mitgliedsnummer 753.405) und der SS (SS-Nr. 14.724) trat er bereits 1931 bei. Als hauptamtlicher SS-Führer leitete er die SS-Standarte in Hamburg-Wilhelmsburg (Dezember 1933 bis März 1935) und danach bis April 1936 die SS-Standarte in Münster. Von Anfang April 1936 bis Anfang Januar 1939 leitete er den SS-Abschnitt IX und trat im April 1938 erfolglos zur Reichstagswahl an. Von Januar 1939 bis Juni war er Stabschef im SS-Oberabschnitt „Nordwest“ mit Dienstsitz Hamburg. Ende Januar 1941 wurde er zum SS-Brigadeführer und im Juni 1942 zum Generalmajor der Polizei befördert.
Während des Deutsch-Sowjetischen Krieges war er von August 1941 bis Mai 1943 SS- und Polizeiführer „Charkow“ und im April/Mai 1943 zusätzlich kommissarisch SSPF „Shitomir“.
Im September 1943 wurde Tensfeld zum Obersten SS- und Polizeiführer Italien Karl Wolff versetzt wo er u. a. dessen Verbindungsoffizier zu den italienischen Faschisten wurde. Vom 23. Januar 1944 bis zum Kriegsende im Mai 1945 war er SS- und Polizeiführer „Oberitalien West“ mit Dienstsitz Bologna bzw. später Desenzano. Tensfeld hatte den Befehl über eine 3000-köpfige deutsch-italienische Truppe, die im Oktober 1944 gegen die Partisanenrepublik Ossola vorging.
Im Mai 1945 geriet Tensfeld in Italien in britische Kriegsgefangenschaft und wurde im April 1947 vor einem britischen Militärgericht in Padua wegen Kriegsverbrechen angeklagt, jedoch freigesprochen.

## Auszeichnungen
| Tensfelds SS- und Polizeiränge | Tensfelds SS- und Polizeiränge |
| Datum                          | Rang                           |
| ------------------------------ | ------------------------------ |
| Januar 1933                    | SS-Sturmbannführer             |
| September 1933                 | SS-Obersturmbannführer         |
| Juni 1934                      | SS-Standartenführer            |
| September 1936                 | SS-Oberführer                  |
| Januar 1941                    | SS-Brigadeführer               |
| Juni 1942                      | Generalmajor der Polizei       |

- Eisernes Kreuz I. (September 1943) und II. Klasse (März 1943)
- Kriegsverdienstkreuz 1. Klasse mit Schwertern
- Deutsches Kreuz in Gold (Februar 1945)